# Erna Roder
Erna Roder (* 19. Mai 1916 in Langhelwigsdorf, Schlesien; † 29. November 2007 in Letschin) war eine deutsche Malerin, die in Kienitz/Oderbruch (Brandenburg) lebte und wirkte.

## Kurzbiographie

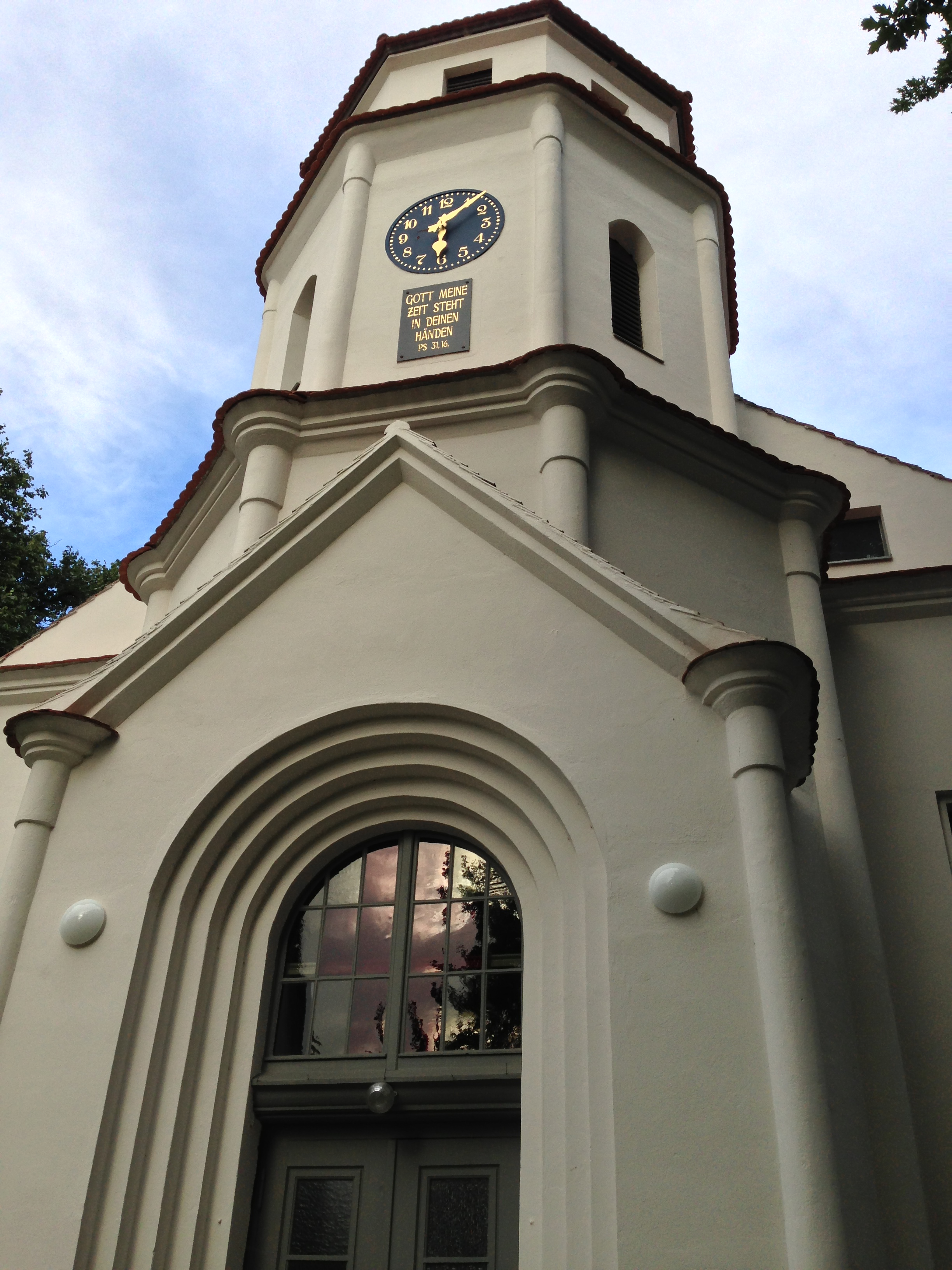
Kirche in Kienitz (2013)

Im Jahr 1936 beendete Erna Roder ihre Ausbildung zur Krankenschwester. In den folgenden 30 Jahren arbeitete sie in Krankenhäusern, Altenheimen und Gemeinden, zuletzt in Hoerstgen/Niederrhein. 1965 übersiedelte sie in die DDR nach Kienitz im Oderbruch, um als Pfarrfrau tätig zu werden. Die 1831 errichtete, nach Kriegszerstörung im Frühjahr 1945 später teilweise wieder aufgebaute Kirche von Kienitz hat den Gottesdienstraum im Obergeschoss, im Erdgeschoss eine Wohnung, die Erna Roder mit ihrem Mann, dem Pfarrer von Kienitz, bewohnte. Als ihr Mann im Jahr 1981 starb, behielt sie die Wohnung. Anfang der achtziger Jahre begann die Kirche zu verfallen. Um Geld für die privat von ihr initiierte Rettung der Kirche zu beschaffen, begann sie ab 1981 Bilder mit Temperafarben auf Kirchenschiefer zu malen und diese zu verkaufen. Bald kamen Arbeiten mit Pastellkreide hinzu. Der Verkauf ihrer Bilder gestaltete sich sehr erfolgreich. Sie wurde überregional bekannt und erhielt häufig Besuch in der Kienitzer Kirche. Von 1992 bis 2002 gab sie einen Oderbruch-Kalender heraus, in dem jeden Monat eines ihrer Bilder als heraustrennbare Postkarte abgedruckt war. Im Sommer 2007 erhielt sie das Bundesverdienstkreuz. Am 29. November 2007 ist Erna Roder in einem Pflegeheim in Letschin 91-jährig verstorben.

## Werk
Das Werk Erna Roders besteht aus frühen Grafiken wie einem Linolschnitt der Kienitzer Kirchglocke, vor allem aber aus Temperagemälden auf Kirchenschiefer und Pastellen. Die Motive entstammen dem unmittelbaren Lebensumfeld der Künstlerin. Neben Stillleben malte sie hauptsächlich Landschaften und darin eingebundene Gebäude, Personen und Tiere. Ein häufiges Motiv ist die Kienitzer Kirche selbst, die aus nahezu jeder Perspektive und zu jeder Jahreszeit dargestellt wurde. Weitere Motive sind Kirchen aus der Umgebung (Alttrebbin, Herzfelde, Alt Barnim, Wilhelmsaue, Wuschewier, Stetzing), der Gasthof „Alter Fritz“ in Altlewin, die Bockwindmühle in Wilhelmsaue, der Oderhafen von Kienitz, Deiche, Bauernwirtschaften, Storchennester, Sonnenblumenfelder, besondere Straßenabschnitte mit Baumgruppen (z. B. Weg nach Sophiental). Immer wieder wird die Oder dargestellt, im Winter als vereister Fluss im Herbst als Hochwasser. Auch fernere Motive sind zu finden, wie die Oder bei Lebus und die dortigen berühmten und für diese nördliche Gegend seltenen Adonisröschen. Auch stellte sie den polnischen Ort Sierkierki (deutsch Zackerick) mehrfach dar.
Erna Roder malte ausschließlich Motive aus eigener Anschauung. Insofern berief sie sich nicht auf Vorbilder. Die von ihr geschaffenen Werke sind einzig und allein aus ihr heraus entstanden. Viele Motive kommen häufig in ihren Bildern vor, doch jedes Bild ist unverwechselbar. Die auf den Bildern dargestellten Personen und Tiere waren ihr zumeist bekannt, so dass sie darüber auch Anekdoten erzählen konnte. Veränderungen in ihrer Umgebung hielt sie auf diese Weise fest. Durch diesen konkreten Bezug und die Wahrhaftigkeit der Darstellung haben diese einzigartigen Bilder den Charakter einer Chronik.

## Aussprüche
Zwei ihrer Aussprüche zeigen die Beziehung Erna Roders zu den von ihr dargestellten Motiven:
- Zu einem Ehepaar aus Berlin, das ein Temperabild mit einem Pferdewagen von ihr erworben hatte, sagte sie: „Dieses Bild kann ich nicht noch einmal malen, denn das Pferd ist gestorben.“
- Einmal äußerte sie sich zum Postkartenkalender für das nächste Jahr: „Für Januar und Februar habe ich keine Bilder, denn dieses Jahr gab es keinen Winter.“

## Postkartenkalender
Von 1992 bis 2002 erschien jährlich ein Postkartenkalender, herausgegeben und gestaltet von Erna Roder. Gesamtherstellung: Zumm Druck & Satz KG Berlin.
Die Kalender enthalten einschließlich Deckblatt jeweils 13 Motive, in den ersten Jahren Temperagemälde auf Kirchenschiefer, ab Mitte der neunziger Jahre zunehmend Pastellgrafiken. Zu jedem Motiv wählte Erna Roder einen passenden Bibelvers aus.

## Auszeichnungen
- 2007: Verdienstmedaille des Verdienstordens der Bundesrepublik Deutschland